# Buchanania (slak)
Buchanania is een geslacht van weekdieren uit de klasse van de Gastropoda (slakken).

## Soort
- Buchanania onchidioides Lesson, 1831